# Аладин (филм из 2019)
Аладин (енгл. Aladdin) амерички је амерички фантастични филмски мјузикл из 2019. године, играни римејк истоименог филма из 1992. године, који је режирао Гај Ричи. Филм је направила компанија Волт Дизни, а у главним улогама су Вил Смит, Мена Масауд, Наоми Скот, Марван Кензари, Навид Негабан, Насим Педрад, Били Магнусен и Нуман Акар, док су гласове позајмили Алан Тудик и Френк Велкер, који је репризирао своје улоге из претходног остварења. Радња филма прати Аладина, уличног крадљивца, док се заљубљује у принцезу Јасмин, спријатељи се са духом који испуњава жеље и бори се са злим Џафаром.
У октобру 2016. године, Дизни је потврдио да ће Ричи режирати играни филм о Аладину. Смит је први члан глумачке екипе који је добио улогу, потписавши да ће тумачити лик Духа у јулу 2017, док су Масауд и Скотова потврђени као два главна лика касније тог месеца. Снимање је почело у септембру исте године у Енглеској, неки делови су снимљени у Јордану, а завршено је у јануару 2018. године. Додатне сцене су снимљене у августу исте године.
Филм је премијерно приказан 8. маја 2019. у Паризу, док је у америчким биоскопима реализован 24. маја исте године. У Србији, филм је синхронизован на српски језик премијеру имао 22. маја 2019. године. Дистрибуцију је радио Тарамаунт филм, а синхронизацију Ливада продукција. Зарадио је преко милијарду долара широм света, што га је учинило деветим најуспешнијим филмом из 2019. године. Добио је помешане критике од стране критичара, који су похвалили музику, костиме, хумор и глуму, али су критиковали режију, сценарио и избор Кензарија за улогу Џафара.

## Радња
Човек са женом и двоје деце плови морима широм света. Деца разгледају много већи и раскошнији брод од њиховог. Након што их њихов отац чује како коментаришу колико је њихов брод лошији, он одлучује да им исприча причу о Аладину и објасни да веће није увек и боље.
Аладин, добродушан млади улични крадљивац који живи у пустињском краљевству Аграби, заједно са својим мајмуном Абуом, спашава и спријатељује се с принцезом Јасмин, која се искрала из палате, уморивши се од свог забаченог живота. Она скрива свој прави идентитет, говорећи Аладину да је принцезина слушкиња. Међутим, Јасмин јури кући након што угледа принца Андерса, који је дошао да се удвара принцези, и замоли Аладина да јој причува наруквицу наруквицу коју је добила од своје покојне мајке, и користила је као амајлију. Међутим, Абу је украо наруквицу од Аладина, због чега Аладин није могао да врати наруквицу принцези. Нестанак њене наруквице је наљутио Јасмин, због чега је Аладина назвала лоповом и рекла да је била наивна када је помислила да је она њен пријатељ.
У међувремену, Џафар, султанов велики везир, бива уморан од тога да буде „други најбољи”. Он и његов папагај Јаго траже чаробну лампу скривену у Пећини чудеса како би Џафар постао султан. Само је једна особа достојна да уђе у пећину, кога је касније Џафар идентификовао као Аладина. Касније, Аладин враћа наруквицу која је припадала Јасмининој мајци, а коју је Јасмин заборавила код њега, а потом чувари палате хватају Аладина на Џафарову наредбу. Џафар, након што је открио Аладину да је девојка у коју се заљубио принцеза, а не њена слушкиња, рекао је Аладину да га може учинити довољно богатим да импресионира Јасмин. Аладин мора да пронађе чаробну лампу како би се Џафарово обећање испунило. Унутар пећине, Аладин проналази чаробни тепих и добија лампу. Пркосећи Аладиновој инструкцији да ништа не додирне, Абу граби рубин. Аладин, Абу и тепих журе да би изашли из пећине док се руши. Аладин даје лампу Џафару, али га Џафар баца назад у пећину, убрзо након што Абу неприметно краде лампу од Џафара.
Заробљен, Аладин трља лампу и упознаје духа који живи у њему. Дух објашњава да има моћ да Аладину испуни три жеље, са изузетком жеље на убиства, романтику, ускрснуће мртвих и жеље за још жеља. Аладин моли Духа да их ослободи из пећине без коришћења жеље, што овај и ради. Аладин убрзо након тога користи своју прву жељу да постане принц, како би импресионирао Јасмин, и обећава да ће искористити своју трећу жељу да ослободи Духа од ропства. Повратком у Аграбу, Аладин, као Принц Али од Абабве, стиже великим спектаклом, али Јасмин не бива одмах импресионирана.
Касније, Аладин одводи Јасмин на вожњу магичним тепихом док Дух излази на састанак са њеном службеницом, Далијом. Када Јасмин у принцу Алију препозна Аладина, он је убеђује да је дошао прерушен у Аграбу како би се што боље упознао са земљом. Међутим, Џафар открива Аладинов прави идентитет и прети му, како би му овај открио где је чаробна лампа скривена. Аладин одбија, због чега га Џафар баца из куле у море. Абу и тепих стижу са лампом, а Аладин је трља пре несвестице.
Након његове друге жеље, Дух спашава Аладина и након разговора са Јасмин, помаже у разоткривању Џафаровог злог плана, па га Султан ухапси. Након што му је понуђен положај наследника султана, Аладин, бојећи се да ће изгубити Јасмин ако се открије истина, невољно крши своје обећање и одбија да ослободи Духа, узнемирујући га. У међувремену, Јаго краде кључеве тамнице и ослобађа Џафара, који краде лампу од Аладина, постајући нови Духов господар. Он користи своју прву жељу да постане султан. Када Јасмин убеди чуваре палате да се побуне против Џафара, он користи своју другу жељу да постане најмоћнији чаробњак на свету, шаљући стражаре у тамницу. Потом је прогнао Аладина и Абуа у замрзнуту пустару на другој страни света и претио да ће убити Далију и Султана ако Јасмин не пристане да се уда за њега. Међутим, Дух уз помоћ тепиха долази до Аладина и Абуа.
Док настављају церемонију венчања, Аладин се враћа у палату, док му Јасмин помаже да врати лампу. Џафар претвара Јага у чудовиште, које враћа лампу после кратке потере за њом. Он надјачава Јасмин и Аладина, уништавајући део тепиха. Међутим, у палати, Аладин се подсмева Џафару рекавши да је он још увек „други најбољи”, након Духа, те Џафар одлучује да искористи своју последњу жељу да постане најмоћније биће у универзуму. Због непрецизног изрицања те жеље, сам Џафар постаје дух, а дух без господара мора остати у својој лампи. Сада везан за своју нову лампу, Џафар завршава у заробљеништву, заједно са Јагом.
Пошто се Аграба вратила у нормалу, Дух пребаци Џафарову лампу у Пећину чудеса и обнавља тепих. Потом саветује Аладина да искористи своју трећу жељу да се избрише закон који обавезује принцезу да се уда за принца, те тако може да ожени Јасмин. Уместо тога, Аладин одлучује да одржи своје обећање и ослободи Духа, претварајући га у човека. Султан изјављује да ће Јасмин бити следећи владар и да се закон мења тако да она може и да се уда за Аладина. Дух одлази да истражује свет са Далијом, која постаје његова жена, док се Аладин и Јасмин венчају и започињу свој нови живот заједно.

## Улоге
| Улога         | Глумац         | Српски глас                                         |
| ------------- | -------------- | --------------------------------------------------- |
| Аладин        | Мена Масауд    | Марко Јанкетић (говор) Дејан Гладовић (певање)      |
| Јасмин        | Наоми Скот     | Милена Живановић (говор) Ирина Арсенијевић (певање) |
| Џафар         | Марван Кензари | Никола Шурбановић                                   |
| Дух           | Вил Смит       | Марко Кон                                           |
| Султан        | Навид Негабан  | Бранислав Платиша                                   |
| Далија        | Насим Педрад   | Ива Манојловић                                      |
| Принц Андерс  | Били Магнусен  | Дејан Дедић                                         |
| Јаго          | Алан Тудик     | Игор Блажевић                                       |
| Омар          | Џордан Наш     | Марко Перић                                         |
| Лиан          | Талиах Блеир   | Јана Јовановић                                      |
| Џамал         | Амир Ботрус    | Марко Марковић                                      |
| Хаким         | Нуман Акар     | Срђан Чолић                                         |
| Имам          | Стивен Калифа  | Владан Живковић                                     |
| Зула          | Нина Вадија    | Миомира Драгићевић                                  |
| Пећина чудеса | Френк Велкер   | Милан Живадиновић                                   |